# Fabian Eggenberger
Fabian Eggenberger, född 12 oktober 2000 i Saltsjö-Boo, Nacka kommun, är en svensk/schweizisk professionell ishockeyspelare som spelar för EHC Visp. Hans moderklubb är Boo IF. 

## Karriär
Fabian Eggenberger startade sin hockeykarriär i Boo. Säsongen 2018/19 värvades Eggenberger från Nacka HK till Örebro J20 lag, där hann med att spela 86 matcher under två säsonger. Han värvades sedan av Hammarby Hockey våren 2020 men lämnade utan att spela en match för klubben, det stod då klart att den då 19-årige Fabian hade signerat ett kontrakt med EHC Visp i den schweiziska andraligan. Från och med säsongen 2020/21 spelar Eggenberger för EHC Visp.